# Hans Dülfer

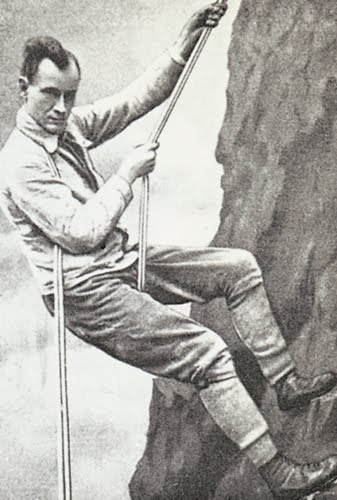
Hans Dülfer

Hans Dülfer (Barmen, 23 mei 1892 - Arras, 15 juni 1915) was een Duitse bergbeklimmer.
Hij maakte meer dan 50 eerste beklimmingen van rotsroutes in vooral de Wilder Kaiser nabij Salzburg en de Dolomieten.
Enkele bekende beklimmingen zijn de Dulfer-schoorsteen op de Totenkirchl, de oostwand van de Fleischbank, de oostwand van de Grosse Zinne en de oostwand van de Westliche Zinne.
Dülfer zal voor de meerderheid van de huidige klimmers vooral bekendstaan om een aantal nieuwe klimtechnieken. De Dulferzit (en:Dülfersitz)  is een primitieve abseiltechniek waarbij het lichaam gebruikt wordt om de nodige touwfrictie te verkrijgen. Ook een specifieke klimtechniek om barsten te beklimmen draagt zijn naam.
Dülfer stierf in de Eerste Wereldoorlog.